# SolveSpace
SolveSpace — вільна параметрична 2D та 3D САПР для креслення та твердотільного моделювання як окремих деталей, так і збірних механізмів з можливістю моделювання та аналізу кінематики, автором якої є Jonathan Westhues.

## Можливості програми
- Моделювання 3D деталей — побудова шляхом видавлювання, обертання, об'єднання, вирізання;
- Моделювання на площині з можливістю експорту 2D вигляду;
- Перевірка правильності побудов у 3D просторі;
- Підготовка CAM-даних і їх експорт у вигляді плоскої векторної графіки (наприклад для лазерних різаків) та у виді 3D-моделей для передачі іншим CAM-програмам (у тому числі і для 3D-друку за допомогою 3D-принтерів);
- Розробка механіки — імітація плоских чи просторових зв'язків у вигляді осей або точок обертання, зміщення;
- Плоска і об'ємна геометрія допомагає без попередніх розрахунків створювати креслення діючих моделей.

SolveSpace поширюється безкоштовно під ліцензією GPLv3.

## Підтримувані формати файлів
- SolveSpace models (*.slvs) — власний формат файлів проєктів (2D+3D);
- DXF — імпорт та експорт 2D геометрії та 3D каркасів;
- EPS, PDF, SVG — лише експорт 2D вигляду;
- HP-GL, G-code — лише експорт 2D інструкцій для CNC-машин;
- STL — імпорт та експорт полігональних 3D-моделей;
- OBJ, Three.js, VRML — лише експорт полігональних 3D-моделей;
- STEP (ISO 10303)[en] — лише експорт 3D поверхні NURBS та/або 3D каркасу.

## SketchFlat
SolveSpace базується на 2D САПР SketchFlat, але на відміну від останньої має також і функціональність 3D САПР. Після виходу SolveSpace розробку SketchFlat було припинено.